# لوند پولک‌دار
لوند پولک‌دار (نام علمی: Lophornis stictolophus) نام یک گونه از سرده لوندها است.